# Salvatore Vozza
Salvatore Vozza (Castellammare di Stabia, 13 gennaio 1953) è un politico italiano, è stato deputato tra il 1992 e il 2001, sindaco di Castellammare di Stabia dal 2005 al 2010.

## Biografia
Salvatore Vozza è nato nel 1953 a Castellammare di Stabia, dove è stato Sindaco e nella quale tuttora vive. 
Diplomato geometra e impiegato come operaio, fin da giovanissimo si è avvicinato alla politica entrando nelle file del Partito Comunista Italiano.
Nel 1975, a soli 23 anni, è stato eletto consigliere provinciale e poi nominato come Assessore allo Sport e Turismo a Napoli, nella giunta provinciale presieduta dal socialista Giuseppe Iacono, prima esperienza nel dopoguerra dell'ente partenopeo guidato da una coalizione di sinistra.
Con il Partito Comunista ha vissuto da protagonista, con la mozione Ingrao, il confronto che animò la discussione sulle  trasformazioni che portarono alla Svolta della Bolognina e alla nascita del Partito Democratico della Sinistra, di cui è stato segretario provinciale di Napoli e regionale in Campania per alcuni anni, diventando poi componente della direzione nazionale dei DS, dopo essere stato già componente del comitato centrale del PCI.

## Attività politica

Simbolo della Lista Sinistra al Lavoro con Vozza Presidente

Onorevole per tre legislature, dal 1992 al 2001, prima nel gruppo PDS e poi DS-L'Ulivo, in Parlamento ha svolto un'intensa attività, presentando 185 progetti di legge. Uscito nel 2007 dai DS per Sinistra Democratica, con questo movimento ha contribuito a fondare Sinistra Ecologia Libertà.
Eletto consigliere comunale a Castellammare nel 1988, dal 2002 al 2005 è stato amministratore delegato della Società TESS (Torre e Stabia Sviluppo). Sindaco di Castellammare di Stabia dal 2005 al 2010, ha guidato un'amministrazione che si è caratterizzata per il rilancio economico e sociale della città e per il fermo contrasto a ogni forma di illegalità. 
Negli ultimi anni è stato coordinatore regionale per la Campania di SEL fino alla scelta di candidarsi a presidente della Regione nelle elezioni del  31 maggio 2015 con la coalizione Sinistra al lavoro, ottenendo il 2,19% di preferenze.